# Babaco
Carica pentagona
Espèce
Classification phylogénétique
Le babaco (Vasconcellea x heilbornii) est une espèce d'arbre fruitier originaire d'Équateur et issu du croisement naturel de deux espèces de la famille des Caricaceae : le papayer des montagnes Vasconcellea pubescens et Vasconcellea stipulata.

## Description
Le babaco a été nommé dans le passé Carica pentagona.
Il s'agit d'un arbuste semi-ligneux originaire des Andes équatoriennes. L'arbuste a une durée de vie courte, inférieure à 8 ans, et mesure en moyenne 2-5 m.

## Écologie
Principalement exploité en Équateur et en Nouvelle-Zélande, c'est une espèce subtropicale. Il était déjà cultivé en Équateur durant l'époque précolombienne.
Il pousse en altitude et supporte les températures plus froides (sans gel) que la plupart des espèces du même genre, des plantations ont ainsi pu être réalisées en Californie, Angleterre, à Guernesey, en Calabre et en Sicile. Ses particularités (taille, rendement, condition de survie...) font que c'est un arbre exploitable sous serre.

## Fruit

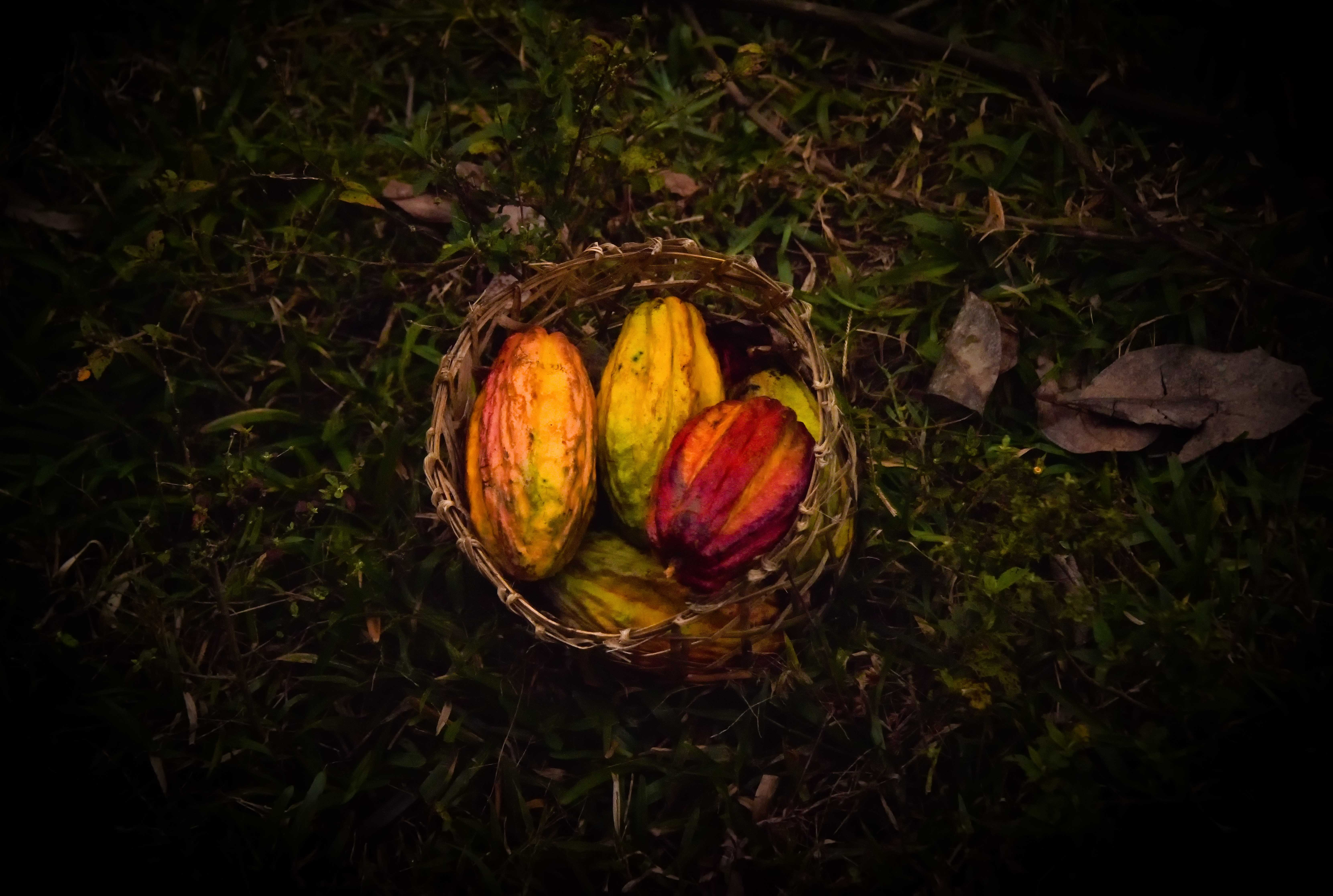
Babaco, Madagascar

Chaque arbre produit 60 à 80 fruits en moyenne par an, appelés aussi babaco, consommés principalement sous forme de jus frais, de conserves ou de morceaux de fruits déshydratés. Les fruits arrivent à maturité en huit à dix mois, mais on ramasse les fruits encore verts car ils continuent à mûrir après avoir été cueillis.
Ces fruits ont une section de forme pentagonale (qui donne le nom latin Carica pentagona), mesurent jusqu'à 30 cm de long et 15 cm de large. Comme l'ananas ou la papaye, le latex du fruit contient de la papaïne. Le fruit est une baie parthénocarpique, donc sans graine (asperme). La peau est jaune à maturité, avec une pulpe de couleur jaune-crème. Son goût est proche de l'ananas, la papaye, la fraise et le kiwi.
Le babaco peut être cuisiné comme n'importe quel légume ou dégusté cru, en salade, voire en sauce. Certains pays produisent même des boissons à base de babaco.
Le babaco possède une valeur nutritionnelle d'environ 23 calories pour 100 grammes. Riche en vitamines A, C et E, il est considéré comme un fruit aux vertus antioxydantes. Sa teneur en fibre et en glucides en facilite également le transit intestinal et en fait un allié du système digestif. 
Le Babaco est un ingrédient phare entrant dans la préparation de la colada morada, boisson préparée en Équateur et dans plusieurs pays d'Amérique du Sud à l'occasion de la fête des Morts, aussi appelée fête des fidèles défunts.

## Source
- Evaluation de l'intérêt du babaco, publication du CIRAD
- (en) Babaco fruit facts
- Liste des fruits et légumes d'Équateur
- Fiche informative sur le babaco